# Gunnar Magnuson
Gunnar Fredrik Magnuson, född 3 november 1884 i Sandviken, död 24 november 1951 i Stockholm, var en svensk kemiingenjör och företagare.

## Biografi
Gunnar Magnuson var son till Tord Magnuson och Elisabeth Maria Göransson. Han studerade vid KTH och tog examen där i kemisk teknologi, för att därefter ägna sig åt träförädling och skogsindustrin. Han var VD för Skönviks ab när företaget köptes upp av Ivar Kreuger och blev sedermera knuten till Kreuger & Toll där han framför allt ägnade sig åt Boliden och SCA. Under mellankrigstiden var Magnuson en av dem som drev på industrialiseringen av Sverige. Han drabbades inte ekonomiskt av Kreugerkoncernens krasch, utan fortsatte med cellulosaförädling i samarbete med Arne Asplund och var VD för dennes företag Defibrator AB. År 1921 invaldes Magnuson i Kungliga Ingenjörsvetenskapsakademien.
Magnuson var gift med Sigrid Kerstin Wilhelmina Westerberg (1884–1972), dotter till majoren Erik Johan Adolf Westerberg och Ketty Elisabeth Landgren. En av deras söner var bruksdisponenten Lennart Magnuson, far till Tord Magnuson, prinsessan Christinas make. Makarna Magnuson är begravda på Ingarö kyrkogård.